# パワプロ サクセス・レジェンズ
『パワプロ サクセス・レジェンズ』は、2010年2月25日にコナミデジタルエンタテインメントから発売のPlayStation Portable用の野球ゲームソフト。略称は「サクレジェ」。2010年7月15日に廉価版が発売された（UMD版1,980円、ダウンロード版1,800円）。
プロデューサーは藤岡謙治、ディレクターは兼子恭宗、プランニングは遠山晃。

## 概要
過去にNINTENDO 64で発売されたパワプロのサクセスモードから2種類をPSPに移植。本作は1人用であり、アドホック対戦はできない。また、プロ野球の球団、選手、球場は登場せず、サクセス内で登場する阪神甲子園球場と明治神宮野球場のみ許諾をとり実名で登場する。

## モード
サクセス
今作は過去にNINTENDO 64で発売された『実況パワフルプロ野球5』（パワプロ5）と『実況パワフルプロ野球6』（パワプロ6）のサクセスモードのグラフィックとサウンドと内容などを完全に作り直したリメイク版を収録。作った選手はアレンジモードに入れてJUBCの練習試合で使用したり、パスワード登録で
以下の作品に移籍可能。
- 実況パワフルプロ野球ポータブル4（そのままデータの送受信による移籍も可能）
- 実況パワフルプロ野球2009
- 実況パワフルプロ野球2010
- プロ野球スピリッツ6
- プロ野球スピリッツ2010

また『パワポタ4』や『プロスピ2010』から本作品への選手転送も可能だが、本作ではプロ野球球団の許諾を得ていないため、球団を選択する項目は削除されている。
JUBC
今作のオリジナルのモード。JUBCとは架空の大学野球大会「全国大学野球カップ」（Japan University Basaball Cup）のことであり、大学野球が舞台である『パワプロ6』のチームと『パワポタ4』のチームが登場する。最初に選べるのは6チームのみで、出現していない大学はトーナメントモードの敵チームとして登場して、敵チーム勝った状態でトーナメントに優勝すると勝った敵チームが使えるようになる。
| 作品       | パワプロ6                               | パワポタ4                              |
| ---------- | --------------------------------------- | -------------------------------------- |
| 味方チーム | パワフル 熱血 官僚 仏契 あかつき するめ | パワフォー 海東学院 白薔薇かしまし学園 |
| 敵チーム   | 近代学院 帝王                           | 愛羅武 忍隠れ 未来先鳥                 |

本作において「パワフル大学」「パワフォー大学」「白薔薇かしまし学園大学」では、パワプロ君/パワ子はチームの固定選手として登場する（登録名は「パワプロ」、白薔薇かしまし学園大学は「パワ子」）。「帝王大学」は「パワプロ11」にも登場しているが「パワプロ6」の山口の世代であるため、友沢は登場しない。
メインであるトーナメントに加えて、好きなチームと対戦できる練習試合の2つのモードがある。トーナメントモードは全4戦による勝ち抜き方式で、選んだ大学のストーリーに沿ってひたすら勝ち抜いていき優勝を目指す。練習試合ではJUBCに登場するチームに加えてアレンジモードで作ったアレンジチームでプレイできる。なお、本作は1人用のCOM対戦のみで、プレイヤー同士の対戦である通信対戦は搭載されていない。
アレンジ
本作に収録されているJUBCに登場する大学の全選手と、本作と実況パワフルプロ野球ポータブル4のサクセスで作った選手や別作品をパスワード登録で本作に移籍した選手を自由に入れ替えて、自分だけのチームを作ることができる。全部で14チームまで作成可能で、作成したチームはJUBCの練習試合で使用可能。

## JUBC
参加チーム
パワフル大学
官僚大学
熱血大学
パワフォー大学
海東学院大学
白薔薇かしまし学園大学